# Sarcophaga alpina
Sarcophaga alpina är en tvåvingeart som beskrevs av Boris Borisovitsch Rohdendorf och Yu. G. Verves 1979. Sarcophaga alpina ingår i släktet Sarcophaga och familjen köttflugor.
Artens utbredningsområde är Schweiz. Inga underarter finns listade i Catalogue of Life.